# پربن مارت
پربن مارت (انگلیسی: Preben Mahrt؛ ‏ ۲۸ ژوئیهٔ ۱۹۲۰ – ۱۹ دسامبر ۱۹۸۹) بازیگر اهل دانمارک بود.
از فیلم‌هایی که وی در آن نقش داشته‌است، می‌توان به  حالا نوبت می‌رسه به دامار، دختر و چاله آب، زنت را به من قرض بده، قصر، در برج ثور، ترس پنهان و کودک اشاره کرد.